# قطعنامه ۷ شورای امنیت
قطعنامه ۷ شورای امنیت سازمان ملل متحد که در تاریخ ۲۶ ژوئن ۱۹۴۶ تصویب شد، سندی بین‌المللی دربارهٔ محکومیت رژیم ژنرال فرانکو در اسپانیا است. این قطعنامه طی نشست ۴۹ام مصوب شد.قطعنامه 7 شورای امنیت سازمان ملل ، مصوب 26 ژوئن 1946 ، مربوط به تأثیر دیکتاتوری اسپانیا بر صلح و امنیت بین‌المللی بود. جنگ جهانی دوم سال گذشته به پایان رسیده بود. این قطعنامه در بخش هایی به تصویب رسید ، بنابراین به طور کلی هیچ رأیی بر روی متن صورت نگرفت.